# Brinje
Brinje je historická vesnice a opčina na severu Licko-senjské župy v Chorvatsku. Většinu jejích obyvatel tvoří Chorvati.

## Místní části

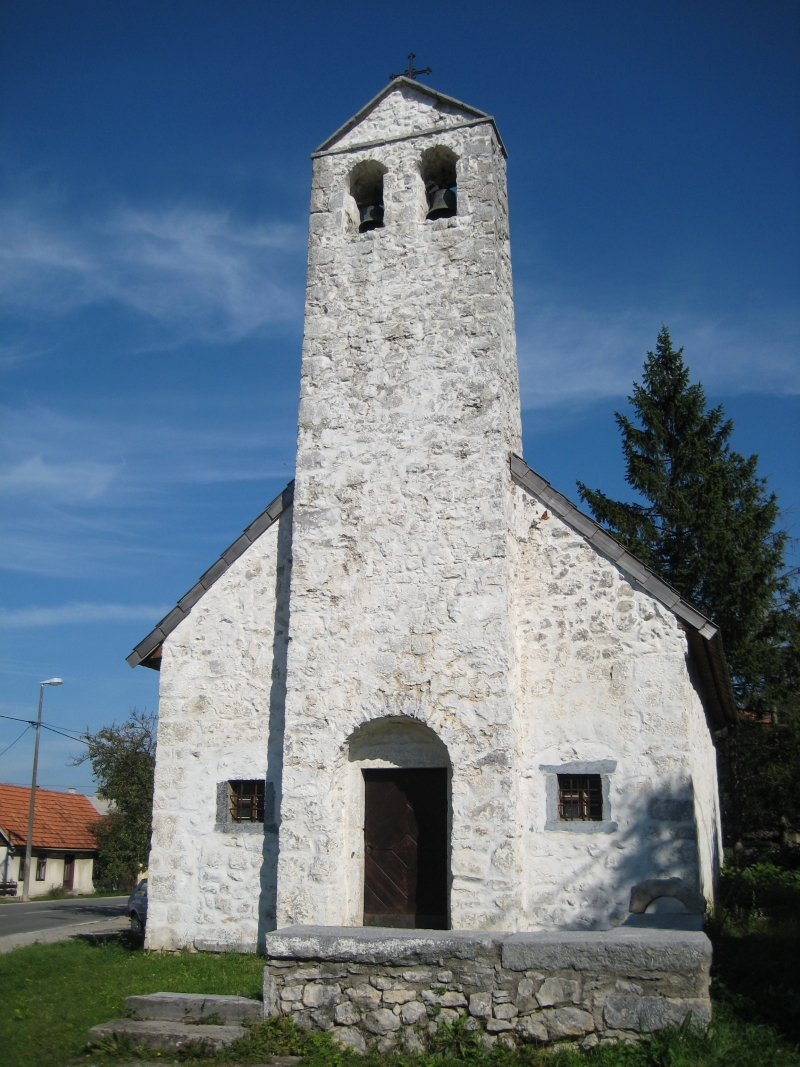
pevnost

- Brinje – 1707
- Glibodol – 41
- Jezerane – 375
- Križ Kamenica – 286
- Križpolje – 655
- Letinac – 222
- Lipice – 254
- Prokike – 122
- Rapain Klanac – 10
- Stajnica – 301
- Vodoteč – 98
- Žuta Lokva – 37